# Assedio di Pavia (1655)
L’assedio di Pavia si svolse tra il 24 luglio e il 14 settembre del 1655 quando il principe Tommaso di Savoia, che guidava le forze franco-sabaude, e il duca di Modena Francesco I d’Este dopo diversi tentativi di assaltare la città si ritirarono.

## Antefatti
La pace di Cateau-Cambrésis del 1559 garantì al ducato di Milano un lungo periodo di tranquillità, interrotto nel Seicento dalla guerra dei Trent’anni e in particolare dagli scontri tra gli Asburgo di Spagna (che controllavano il ducato) e il regno di Francia. Nella primavera del 1655 i francesi, alleati con i ducati di Savoia e di Modena, e guidati dal principe Tommaso di Savoia, mossero guerra agli Asburgo in Lombardia. Nel mese di giugno l’esercito franco-sabaudo raggiunse la Lomellina e qui si fermò in attesa dell’arrivo del contingente estense, dando così modo alle autorità ducali di risistemare le opere fortificate di Pavia e di far giungere in città rinforzi e vettovaglie. La posizione di Pavia era abbastanza ben difendibile, la città, pur essendo posta in una zona pianeggiante, era difesa a sud dal Ticino, oltre il quale si trovava un sobborgo della città non incluso nel perimetro della cinta urbana ma protetto da un ramo del Ticino, il Gravellone, allora navigabile, e da bastioni in terra. Lo stesso Ticino, nei pressi di Pavia, si divideva in numerosi meandri, intercalati da boschi, lanche e zone umide, ma le difese naturali della città non si limitavano al Ticino: due piccoli corsi d’acqua (il Navigliaccio e le due Vernavole) originati dalle risorgive e dotati di acque perenni, scavavano due profondi avvallamenti a est e a ovest della città. Pavia inoltre era provvista di solide opere fortificate: tra il 1546 e il 1569 la città si era dotata di una potente cinta bastionata, munita di baluardi e bastioni, alla quale si era aggiunto un sistema di fortificazioni esterne (per lo più in terra) progettato nel 1648 dal padre servita Giovanni Drusiani, matematico e professore di Arte Militare presso l’università, formato da mezzelune, batterie e spalti esterni, che si estendeva per una superficie di circa 20 ettari.

## L'assedio
Il 24 di luglio l’esercito franco-sabaudo-modenese cinse d’assedio Pavia, con truppe che le fonti stimano tra le 20 000 e le 25 000 unità. Minore era il numero dei difensori, secondo la relazione stilata dal conte Gian Galeazzo Trotti, che guidava le forze che difendevano la città, nelle mura si trovavano circa 3 000 fanti, 900 cavalieri, 500 uomini della milizia del ducato e altrettanti della milizia urbana, tuttavia molti cittadini si erano armati e collaboravano nella difesa di Pavia, insieme a quattrocento religiosi secolari inquadrati in tre compagnie, ai quali si aggiunsero successivamente altri 86 regolari, incaricati di fungere, se necessario, da forza di pronto intervento. Inoltre, sempre secondo il Trotti, nei primissimi giorni dell’assedio erano giunti a Pavia altri 800 fanti e diversi ufficiali e soldati d’artiglieria, incaricati di servire ai cannoni e di fabbricare granate, bombe, fuochi artificiali, mine e fornelli. Dentro le mura si erano inoltre rifugiati circa 6 000 contadini provenienti dalle cascine, dai borghi e dai paesi vicini alla città, circa 1 300 di essi furono inquadrati come guastatori. Per rifornire di farina tutte queste persone furono trasportati dal Po e dal Gravellone 13 mulini natanti, che furono posti a valle del ponte Coperto, mentre altri, sia azionati a forza di braccia, sia a trazione equina, vennero posti in vari luoghi della città, tra i quali le grandi cantine del collegio Borromeo.
I francesi si installarono nei dintorni della città, occupando la commenda di San Lazzaro, i monasteri di San Pietro in Verzolo, Santa Maria delle Grazie, Santo Spirito e San Giacomo della Vernavola, mentre Francesco I d’Este, seguito da centinaia di carri trainati da buoi e da 18 cannoni, prese alloggio presso villa Flavia e utilizzò il monastero di San Giacomo della Vernavola come deposito e caserma.
Dal 24 luglio al 4 agosto le operazioni ossidionali procedettero con una certa lentezza, gli alleati predisposero una linea di circonvallazione formata da un trinceramento difensivo che girava tutt’attorno a Pavia per impedire i soccorsi alla piazza e assicurarsi le spalle da assalti esterni. Inoltre, realizzarono due ponti di barche sul Ticino: uno a monte, vicino alla chiesa di San Lanfranco, e uno a valle di Pavia, presso la chiesa di San Lazzaro. Dal canto loro gli spagnoli sollecitarono a Madrid soldati, armi e denaro. Già il 26 luglio un’armata da Napoli si era posta in viaggio via mare verso Milano ed era attesa nei porti della Liguria. A sud della città la linea di assedio fu chiusa da pochissime truppe, le quali si stabilirono al di là del Gravellone, occupando il Siccomario: i due ponti di barche consentivano di mantenere le comunicazioni tra il Siccomario e le truppe sulla sinistra del Ticino. Sempre durante i primi giorni dell’assedio, riuscirono a raggiungere Pavia, passando di nascosto attraverso le linee nemiche, 400 fanti tedeschi e 600 fanti spagnoli inviati da Milano.
Il castello di Arena Po e il suo porto sul Po vennero ad assumere in questo frangente una particolare importanza come punto di arrivo dei convogli provenienti da Modena in aiuto al duca. Sarà difficile per gli spagnoli impadronirsi di Arena Po e vi riusciranno soltanto ricorrendo all’astuzia di un colonnello. Nel frattempo, il 28 luglio i francesi conquistarono il monastero del Santissimo Salvatore, posto fuori le mura occidentali della città e difeso da soli 25 moschettieri spagnoli. Gli alleati decisero quindi di dare l’assalto alla città, concentrando gli sforzi sul tratto nord-orientale della cerchia bastionata, verso la chiesa di Santa Maria alle Pertiche, ritenuto più debole. Nel frattempo alla cascina Colombarone Malaspina (posta fuori dalle mura occidentali della città) fu collocato il deposito delle munizioni e nella vicina cascina Pelizza s’installava il quartiermastro francese. Nei primi giorni di agosto gli uomini al comando del duca di Modena cominciarono a scavare trincee per avvicinarsi ai bastioni orientali della città, mentre Tommaso di Savoia ordinava che lo stesso fosse fatto verso le fortificazioni occidentali. Il 5 agosto, pur disturbati dalle numerose sortite effettuate dagli assediati, i collegati riuscirono a piazzare due batterie: una a ovest e l’altra a est delle mura. Il 10 agosto i francesi-modenesi assaltarono le fortificazioni orientali di Pavia, mentre Tommaso di Savoia guidava i suoi uomini contro quelle occidentali, ma entrambi gli attacchi vennero respinti e i collegati subirono molte perdite. Sei giorni dopo i francesi scavarono una galleria da mina per far saltare in aria una mezzaluna della cinta occidentale, ma l’esplosivo deflagrò troppo presto e non arrecò danni alla struttura.
Negli stessi giorni, Luis de Benavides Carrillo, marchese di Caracena e governatore di Milano, si mosse per soccorrere Pavia, ma non disponendo di uomini a sufficienza per attaccare gli avversari, si accampò, in attesa dei rinforzi, con le sue truppe a Cassino Scanasio, da dove lanciò piccole incursioni contro i nemici. Contemporaneamente ordinò a diversi aristocratici pavesi di organizzare squadre di uomini armati destinate a operare lungo il Po e nelle campagne. Tali bande si rivelarono ben presto molto efficaci, dato che in diverse occasioni intercettarono i convogli che trasportavano i rifornimenti destinati ai soldati franco-modenesi e limitarono fortemente l'azione dei foraggiatori francesi, che, a causa delle bande, non riuscivano a battere il territorio in cerca di viveri e foraggi.
Il 19 agosto gli alleati, dopo che dalla Lomellina giunse il marchese Villa con 1 000 fanti francesi, diedero, dopo un pesante bombardamento, un nuovo assalto alle fortificazioni esterne di Pavia, ma, dopo furiosi e altalenanti combattimenti, vennero respinti. Pochi giorni dopo, il 25 e il 26 agosto le difese di Pavia vennero nuovamente investite dai francesi, modenesi e piemontesi, sia nel tratto ovest della cerchia, sia in quello orientale, ma ancora una volta l’attacco fallì. Ben presto furono gli assediati a passare al contrattacco: il 28 agosto, dopo una messa solenne in onore a Sant’Agostino, gli spagnoli e gli italiani fecero una sortita, nella quale uccisero oltre 500 nemici e catturarono parecchi prigionieri, tra i quali anche il marchese Cornelio Malvasia generale d’artiglieria del duca di Modena.
A questo punto lo scoramento si diffuse tra gli assedianti, il cui numero progressivamente si riduceva sia a causa delle perdite subite nei combattimenti, sia, soprattutto, per le malattie che si stavano diffondendo negli accampamenti, dove le condizioni igieniche erano alquanto approssimative, e per le numerose diserzioni. La sfiducia si fece profonda e generale, specie quando si venne a sapere che 4 000 fanti e 1 000 cavalieri erano sbarcati a Sampierdarena e si stavano muovendo in direzione di Pavia. Dopo queste notizie la situazione si fece disperata. Lo stato maggiore degli alleati, deposta ogni speranza di vittoria, decise di levare l’assedio, tanto più che sia il principe Tommaso sia Francesco I erano in stato d’infermità: il primo a causa della febbre, mentre secondo per un colpo di arma da fuoco ricevuto a una spalla.
Nella notte tra il 13 e il 14 settembre, dopo aver cannoneggiato per l’ultima volta Pavia per confondere i nemici sulle reali intenzioni dei comandi franco-sabaudi-modenesi, di nascosto, gli assedianti abbandonarono gli accampamenti e levarono l’assedio, dimenticando nella fretta sei cannoni e grandi quantità di vettovaglie e munizioni.

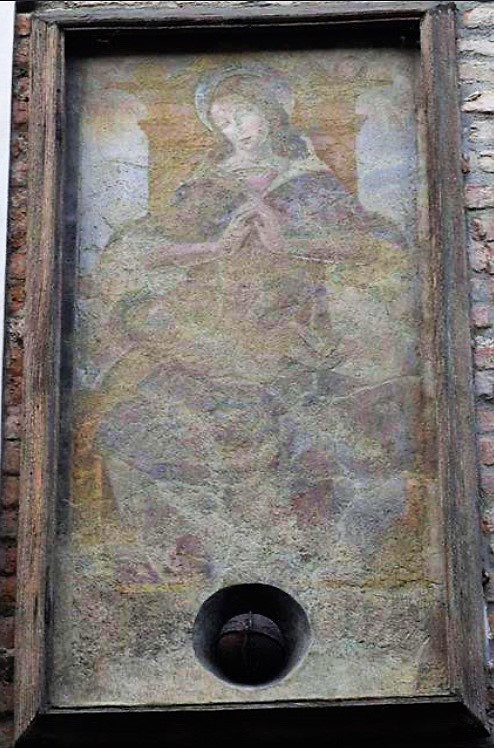
Edicola votiva situata in corso Garibaldi al numero civico 32.
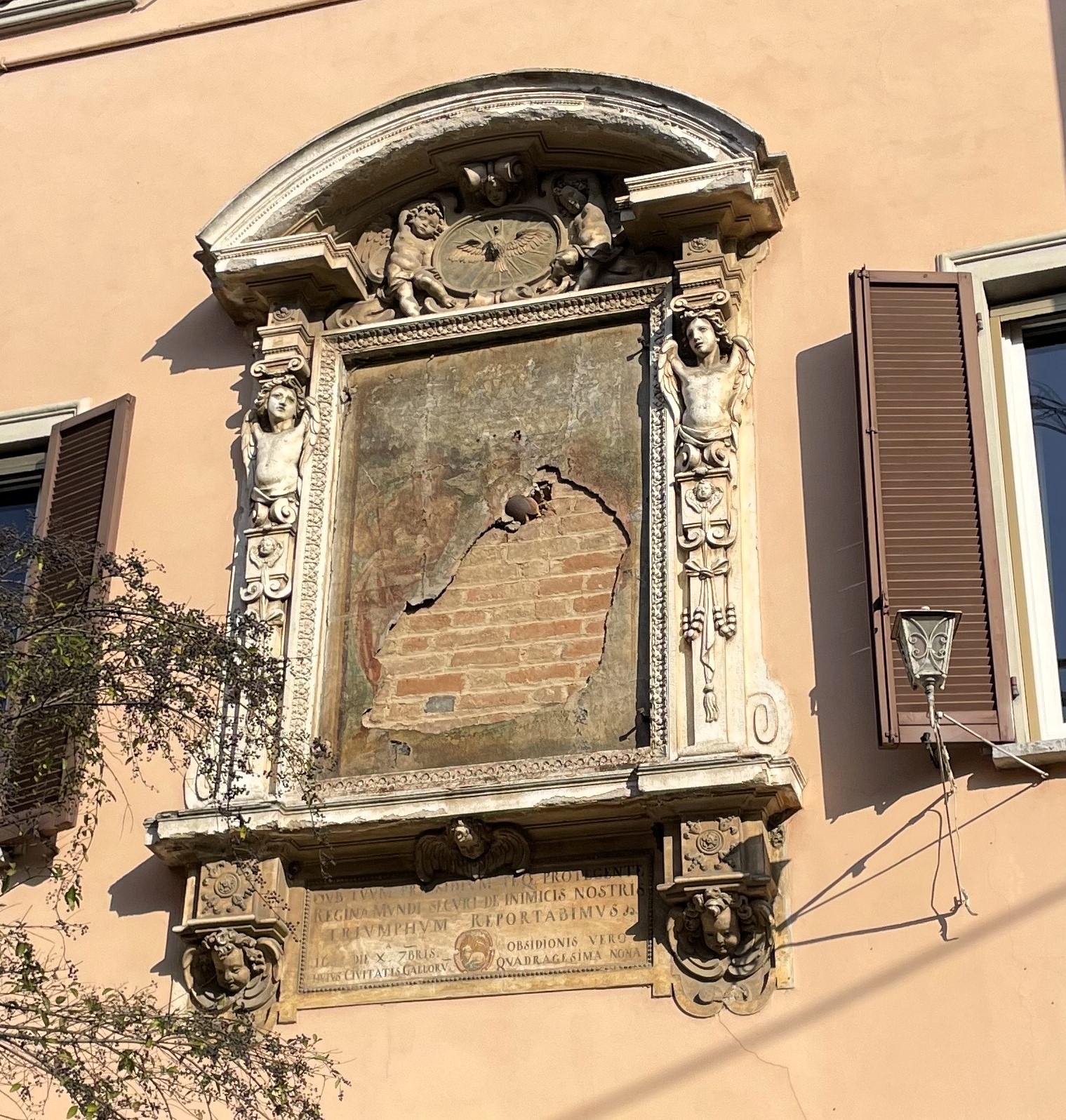
la Madonna della Palla (via Lanfranco n. 5)
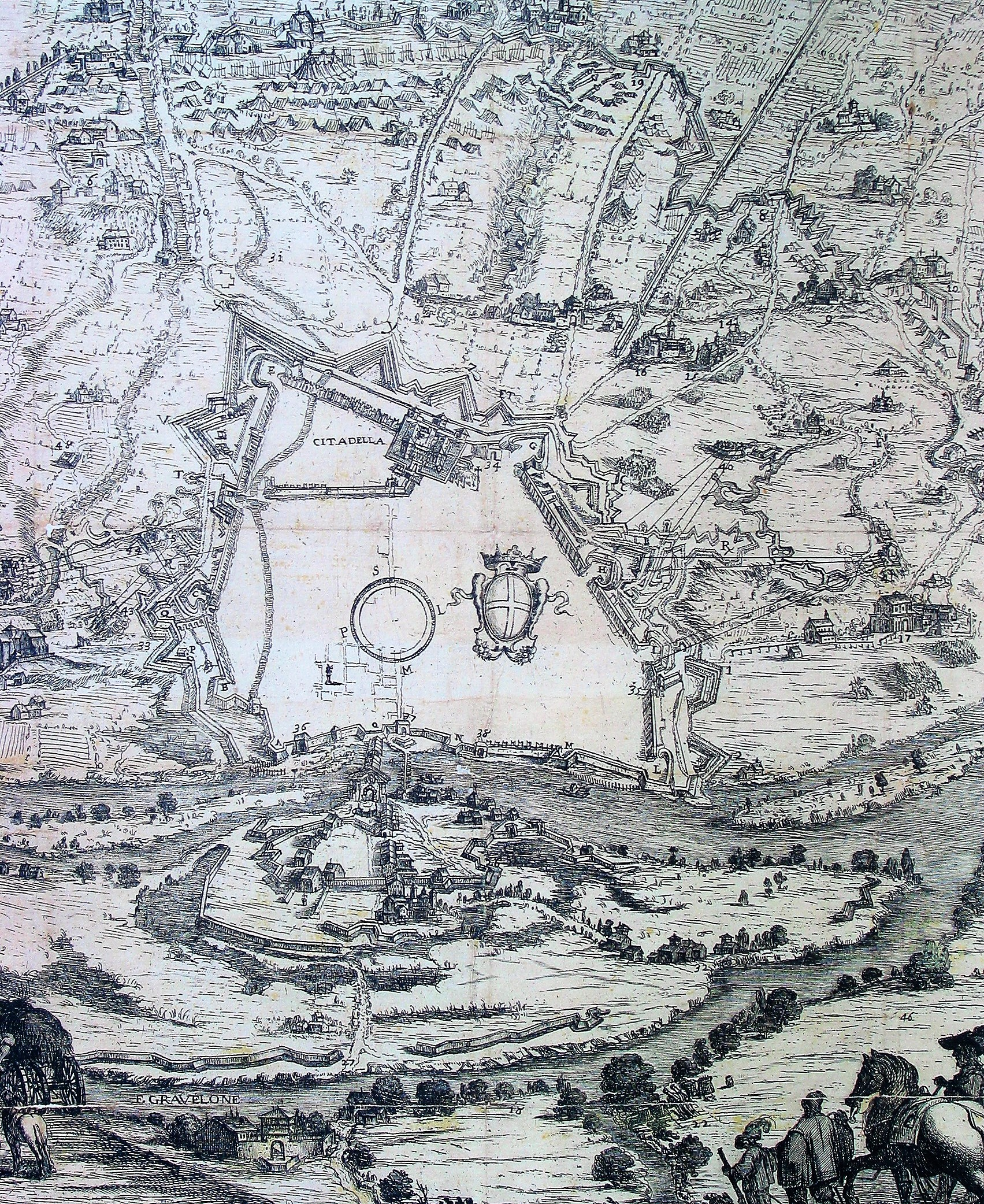
Ranunzio Prata, Assedio di Pavia del 1655, Pavia, 1656 (dettaglio).

## Tracce dell’assedio
Rare testimonianze dell’assedio sono due edicole votive presenti in città. La prima si trova in palazzo di corso Garibaldi (corso Garibaldi n. 32) e rappresenta una Madonna in trono (forse risalente al XVI secolo) ai piedi della quale fu infissa una palla di cannone, quasi sicuramente sparata dalle artiglierie estensi posizionate nei sobborghi orientali della città. Maggiori informazioni si hanno invece sull’edicola situata al numero civico 5 di via Lanfranco, quasi ad angolo con via Boezio. L’immagine della Vergine, circondata da una sontuosa cornice barocca, venne, come riportato nell’iscrizione, colpita da una palla di cannone sparata dai francesi, il proiettile si conficcò tra il petto e il mento della Madonna, ma non provocò danni alla casa. In ricordo dell’evento miracoloso, presso la casa sorse anche un oratorio, denominato “oratorio della Palla”, demolito nel 1769.